# Ip (Beamter)
Ip ist der Name eines hohen altägyptischen Beamten der 1. Dynastie, der unter König (Pharao) Den amtierte.

## Belege
Ips Name erscheint auf seiner Grabstele zusammen mit einem Titel und einem Determinativ eines sitzenden Mannes. Laut beistehender Inschrift war er „Leiter des Palastes“. Die Stele besteht aus Kalkstein und ist zur linken Seite hin abgebrochen. Sie ist in heutigem Zustand 51,80 cm hoch und 25,30 cm breit. Sie befindet sich heute im British Museum unter der Inventar-Nummer 35021.

## Grab
Ip wurde in einem Nebengrab der königlichen Nekropole Tomb T des Den zu Abydos bestattet. Bis zum Beginn der 2. Dynastie war es altägyptische Tradition, dass ein Teil der Angehörigen des Königshauses dem Herrscher in den Tod folgen musste.